# Walter Brown
Walter A. Brown (Boston, 10 de fevereiro de 1905 — Boston, 7 de setembro de 1964) foi um empresário norte americano e fundador do time de basquete Boston Celtics sendo o primeiro dono da equipe, além de trabalhar ao lado de Red Auerbach ganhando assim a National Basketball Association.
Ele foi uma importante figura no desenvolvimento do hóquei no gelo nos Estados Unidos e conduziu o time de hóquei no gelo Boston Bruins a vitórias especiais na temporada dos anos 50.
Pelo conjunto do trabalho entrou na Hockey Hall of Fame em 1962, na Basketball Hall of Fame em 1965 e na IIHF Hall of Fame da Federação Internacional de Hóquei no Gelo em 1997.